# Ricardo Soberón
Ricardo Soberón Garrido (Lima) es un abogado, docente universitario, escritor y consultor peruano especialista en políticas de drogas. Soberón es miembro del programa Drogas y Democracia del Transnational Institute con sede en Ámsterdam y autor de varios estudios y publicaciones sobre drogas y narcotráfico. Asimismo, es investigador de la Comisión Andina de Juristas en asuntos relacionados con las políticas antinarcóticos y relaciones internacionales.

## Biografía
Soberón nació en Lima. Es hermano del activista por los derechos humanos Francisco Soberón Garrido y nieto de Andrés Avelino Soberón. Estudió derecho en la Facultad de Derecho y Ciencias Políticas de la Universidad de Lima, y cuenta con Maestría en Artes en Relaciones Internacionales del Departamento de Estudios por la Paz de la Universidad de Bradford, Inglaterra.
En 2002 publicó el libro La Amazonía en el nuevo (des)orden internacional bajo la editorial Centro de Estudios Teológicos de la Amazonía (CETA). Ha publicado artículos en revistas como Ideele del Instituto de Defensa Legal (IDL), Quehacer y Perú Hoy de Desco y Debate Agrario del Centro Peruano de Estudios Sociales.
En 2009 fundó el Centro de Investigación de Drogas y Derechos Humanos (CIDDH) en Lima, en donde ocupa el cargo de director.

## Trayectoria política
Ocupó por primera vez la presidencia ejecutiva Comisión Nacional para el Desarrollo y Vida sin Drogas (DEVIDA) durante el gobierno de Ollanta Humala, desde el 5 de agosto de 2011 al 10 de enero de 2012, siendo reemplazado en el cargo por la psicóloga Carmen Masías Claux.
Desde el 2016 y 2019 fue asesor principal en el Congreso de la República en el despacho de la congresista por Ayacucho Tania Pariona, durante los gobiernos de Pedro Pablo Kuczynski y Martín Vizcarra.
Desde el 10 de noviembre de 2021 hasta el 13 de diciembre de 2022 ocupó nuevamente el cargo de presidente de DEVIDA, luego de la renuncia de Fidel Pintado Pasapera.